# 90th Street – Elmhurst Avenue
90th Street – Elmhurst Avenue – stacja metra nowojorskiego, na linii 7. Znajduje się w dzielnicy Queens, w Nowym Jorku i zlokalizowana jest pomiędzy stacjami Junction Boulevard i 82nd Street – Jackson Heights. Została otwarta 21 kwietnia 1917.